# Kentaro Miyawaki
Kentaro Miyawaki (jap. 宮脇健太郎 Miyawaki Kentaro; ur. 21 lipca 1978 w Hakubie) – japoński snowboardzista. Zajął 29. miejsce w half-pipe’ie na igrzyskach w Salt Lake City. Zajął też 25. miejsce na mistrzostwach świata w Madonna di Campiglio. Najlepsze wyniki w Pucharze Świata osiągnął w sezonie 1999/2000, kiedy to zajął 39. miejsce w klasyfikacji generalnej.
W 2002 r. zakończył karierę.

## Sukcesy

### Igrzyska olimpijskie
| Miejsce | Dzień     | Rok  | Miejscowość    | Konkurencja | Zwycięzca   |
| ------- | --------- | ---- | -------------- | ----------- | ----------- |
| 29.     | 11 lutego | 2002 | Salt Lake City | Halfpipe    | Ross Powers |

### Mistrzostwa Świata
| Miejsce | Dzień       | Rok  | Miejscowość          | Konkurencja | Zwycięzca        |
| ------- | ----------- | ---- | -------------------- | ----------- | ---------------- |
| 25.     | 27 stycznia | 2001 | Madonna di Campiglio | Halfpipe    | Kim Christiansen |

### Puchar Świata

#### Miejsca w klasyfikacji generalnej
- 1998/1999 – 127.
- 1999/2000 – 39.
- 2000/2001 – 60.
- 2001/2002 – –

#### Miejsca na podium
1. Berchtesgaden – 15 stycznia 2000 (Halfpipe) – 1. miejsce
2. San Candido – 11 marca 2000 (Halfpipe) – 3. miejsce
3. Tignes – 18 listopada 2000 (Halfpipe) – 2. miejsce